# 帕維爾·莫洛茲
帕維爾·莫洛茲（俄语：Pavel Moroz；1987年2月26日—）是一位俄羅斯排球運動員。他現在效力於新西伯利亞排球俱樂部。他也是俄羅斯國家男子排球隊的一員，自2012年開始加入俄羅斯國家男排。